# Стълба
Стълбата е уред с напречни стъпала, който служи за достигане на предмети, поставени нависоко. Има два основни вида – единични, които се опират на стената и двойни стълби, обикновено разтегателни, които могат да стоят без опора. Материалите от които се изработват са най-често дърво, а по-новите и от метал и пластмаса. Голяма част от стълбите са преносими, макар че един малък процент са прикрепени към сгради.
Първото изображение на подобна стълба е намерено в пещера във Валенсия, Испания и датира от времето на мезолита (отпреди 10 000 години).
Най-честата употреба на стълби е в строителството, при ремонти и в библиотеки. Пожарните коли също са снабдени със стълби предначначени за спасителни операции.